# 日本著作者団体協議会
日本著作者団体協議会（にほんちょさくしゃだんたいきょうぎかい）は1960年設立の、日本の著作権の職能団体。略称著団協。
1960年12月に全国大学教授連合、日本美術家連盟、日本現代詩人会、日本著作家組合、日本演劇協会、日本放送作家協会、日本映画監督協会、漫画家連合、日本音楽著作権協会、日本音楽作家組合、現代俳句協会、日本翻訳家協会、日本写真協会、日本文芸家協会の代表者が集まって結成。日本文芸家協会の呼びかけによるもので、当初は著作権の保護期間を50年に延長するために各団体が協議する場として設けられたが、1961年6月に改めて恒久的な団体として規約を定めて発足した。初代議長に石川達三。この際、事務所は「当分の間」日本文芸家協会の中に置かれた。
その後、1963年に規約を改めて新組織として再出発。
1980年から事務局は東京都千代田区の日本脚本家連盟。

## 活動
設立当初に著作権の保護期間を50年に延長するための活動の他（当時は30年だった）、著作権法の全面改正を求める活動をした。